# Les Pradeaux
Les Pradeaux település Franciaországban, Puy-de-Dôme megyében. Lakosainak száma 355 fő (2022. január 1.). Les Pradeaux Le Broc, Nonette-Orsonnette, Parentignat, Saint-Martin-des-Plains és Saint-Rémy-de-Chargnat községekkel határos.

## Népesség
A település népességének változása:
| Lakosok száma | 320  | 331  | 344  | 337  | 340  | 344  | 345  | 352  | 355  |
|               | 2013 | 2015 | 2016 | 2017 | 2018 | 2019 | 2020 | 2021 | 2022 |